# Campeonato 4 x 4 de 100% Lucha
El Campeonato 4 x 4 de 100% Lucha es un campeonato de lucha libre profesional en 100% Lucha, exclusivo para lucha 4 x 4.

## Historia
El campeonato fue introducido el 17 de junio de 2007. La primera lucha 4 x 4 la ganó Gorutta Jones. En esta pelea también participaron Vicente Viloni, Musambe Tutu, Felino, Ron Doxon, Tito Morán, Rot Wailer y Dorival Santos. La segunda lucha la ganó Hip Hop Man. Además participaron en esta pelea Delivery Boy, Fabrizzio Delmónico, Johnny Wave, el Tte. Murphy,  Mc Floyd, Tortícolis y el Dr. Calambre. Después se realizó una final entre ambos ganadores. El ganador fue Hip Hop Man que de premio ganó una camioneta 4 x 4 y sus compañeros (Delivery Boy, Fabrizzio Delmónico y Johnny Wave) una motocicleta.

## Campeón Actual
El campeón actual es Hip Hop Man que derrotó en la final a Gorutta Jones el 17 de junio de 2008 en 100 % Lucha.

## Lista de Campeones
| Luchador:                                            | Reinado N.º: | Derrotó a:    | Fecha:              | Show o Evento: |
| ---------------------------------------------------- | ------------ | ------------- | ------------------- | -------------- |
| Campeonato 4 x 4 de 100% Lucha (17 de junio de 2007) |              |               |                     |                |
| Hip Hop Man                                          | 1            | Gorutta Jones | 17 de junio de 2007 | 100% Lucha     |

## Reinados
| Luchador    | Días                | Fecha en que Ganó   | Fecha en que Perdió | Notas                                  |
| ----------- | ------------------- | ------------------- | ------------------- | -------------------------------------- |
| Hip Hop Man | 17 de junio de 2007 | 17 de junio de 2007 | Campeón Actual      | Primer y único campeón en la historia. |

## Mayor Cantidad de Reinados
- 1 vez: Hip Hop Man.

## Datos
- Reinado más largo: Hip Hop Man
- Reinado más corto: Hip Hop Man
- Campeón más pesado: Hip Hop Man, 78 kg
- Campeón más ligero: Hip Hop Man, 78 kg
- Campeón más alto: Hip Hop Man, 1,77 m
- Campeón más bajo: Hip Hop Man, 1,77 m